# 扁索深鼬魚
扁索深鼬魚（学名：Bassozetus compressus），又名扁索深鼬鳚、鼬魚，为鼬魚科索深鼬鳚屬下的一个种。